# 广西鹅掌柴
广西鹅掌柴（学名：Schefflera kwangsiensis）是五加科鹅掌柴属的植物，是中国的特有植物。分布于中国大陆的广东、广西等地，常生长在林下以及石山上，目前尚未由人工引种栽培。